# Макклур (проток)
Макклур (на английски: McChure Strait) е проток в Северния ледовит океан, в западната част на Канадския арктичен архипелаг, между островите Мелвил, Еглинтън и Принц Патрик на север и Банкс на юг. Явява се последният, най-западен от 4-те основни протока на т.нар. Северозападен морски път. Останалите три протока са Ланкастър, Бароу и Вайкаунт-Мелвил. Дължината му от изток на запад е около 400 km, а ширината му – от 88 до 140 km. На изток по линията между носовете Провидънс (на север, на остров Мелвил) и Ръсел (на юг, на остров Банкс) се свързва с протока Вайкаунт-Мелвил, а на запад по линията между носовете Манинг (на север, на остров Принц Патрик) и Принц Алфред (на юг, на остров Банкс) се свързва с море Бофорт. На север от него се отделят протоците Келет (между островите Мелвил и Еглинтън) и Крозиър (между островите Еглинтън и Принц Патрик). Преобладаващите дълбочини са около 300 m, а максималната е 472 m. Бреговете му са предимно ниски, плоски, но силно разчленени от множество малки заливи и фиорди, вклиняващи се дълбоко навътре в съседните острови. По-големите заливи са Лидон (на остров Мелвил), Уолкър и Дайер (на остров Принц Патрик), Мърси (на остров Банкс). Почти целогодишно е покрит с ледове и само през август и септември е възможно преминаването на морски кораби, водени задължително от ледоразбивач.
Протокът Макклур е открит през късната есен на 1850 г. от британската полярна експедиция, възглавявана от Робърт Макклур, и впоследствие е наименуван в негова чест.